# Marion, Indiana
Marion je grad u američkoj saveznoj državi Indiani. Grad upravo pripada okrugu Grant. 

## Zemljopis
Marion je grad u okrugu Grant čije je i središte, nalazi se u središnjem dijelu američke savezne države Indijane. 

## Povijest
Grad je ima dobio prema brigadiru Francisu Marionu koji se borio u Američkome građanskome ratu.
U gradu se nalazi "Indiana Wesleyan University", najveće kršćansko evanđeosko sveučilište na Srednjem zapadu i najveće privatno sveučilišta u Indiani. Od 2003, bivši olimpijski klizač Wayne Seybold, gradonačelnik je Mariona. Marion je rodno mjesto legendarnog glumaca James Deana i glasovitog karikaturista Jima Davisa.
7. kolovoza 1930. godine u Marionu izveden je linč na tri crnca koja su obješena pod sumnjom da su ubili jednog bijelca a njegovu djevojku silovali. Događaj u Marion je značajan kao posljednji linč na crnace u Sjevernoj Americi. .

## Stanovništvo
Prema popisu stanovništva iz 2000. godine grad je imao 31.320 stanovnika, 13.820 domaćinstava, dok je prosječna gustoća naseljenosti 909 stan./km².
Prema rasnoj podjeli u gradu živi najviše bijelaca kojih ima 79,64%, druga najbrojnija rasa su Afroamerikanci kojih ima 15,57%, treći po brojnosti su Azijati kojih ima 0,68%, dok Indijanaca ima 0,47%

## Poznate osobe
- Cole Porter, američki skladatelj
- Zach Randolph, američki košarkaš
- James Dean američki glumac

## Vanjske poveznice
- Stranica okruga Grant